# وينيفريد كارني
كانت ماريا وينيفريد كارني (4 ديسمبر 1887 - 21 نوفمبر 1943)، والمعروفة أيضًا باسم ويني كارني ناشطة إيرلندية بشأن حق الاقتراع ونقابية ونشاط استقلال إيرلندي. 

## حياتها المبكرة
ولدت لعائلة كاثوليكية من الطبقة المتوسطة في فيشرز هيل في بانجور، مقاطعة داون، كانت كارني ابنة المسافر التجاري ألفريد كارني وسارة كاسيدي الذين تزوجوا في بلفاست في 25 فبراير 1873. وتمتلك ستة أشقاء.
انتقلت وينيفريد وعائلتها إلى فولز رود في بلفاست عندما كانت طفلة، حيث كانت والدتها تدير متجرًا صغيرًا للحلويات. ترك والدها -وهو بروتستانتي- الأسرة فيما بعد، تاركًا والدتها لإعالتهم. تلقت كارني تعليمها في مدرسة كريستيان براذرز في شارع دونيجال بالمدينة، ثم درست في المدرسة لاحقًا. التحقت بأكاديمية هيوز التجارية نحو عام 1910، حيث تأهلت للعمل كسكرتيرة وكاتبة مختزلة، وهي واحدة من أوائل النساء في بلفاست اللاتي فعلن ذلك. ومع ذلك، منذ البداية كانت تتطلع إلى القيام بأكثر من مجرد أعمال السكرتارية.

## وظيفة مبكرة
في عام 1912، كانت كارني مسؤولة عن قسم النساء في نقابة عمال النسيج الأيرلندية في بلفاست، والتي أسستها مع ديليا لاركن في عام 1912. خلال تلك الفترة قابلت جيمس كونولي وأصبحت سكرتيرته الشخصية. أصبحت كارني صديقة كونولي المقربة حيث عملوا معًا لتحسين ظروف العاملات في بلفاست. عملت كارني وكونولي معًا لمحاولة تحسين حقوق المرأة والاقتراع بين العاملات في المصانع، جنبًا إلى جنب مع زميلات النقابات مثل إلين جريملي. وفقًا لكاتبة سيرتها الذاتية هيلجا ووغون، كانت كارني الشخص الأكثر إلمامًا بسياسات كونولي. ثم انضمت كارني إلى كومان نام مبان، المساعد النسائي للمتطوعين الأيرلنديين، وحضرت أول اجتماع لهم في عام 1914.

## ثورة عيد الفصح
كانت حاضرة مع كونولي في مكتب البريد العام بدبلن أثناء ثورة عيد الفصح في عام 1916. كانت كارني المرأة الوحيدة التي كانت موجودة أثناء الاحتلال الأولي للمبنى، الذي دخلت إليه وهي تحمل آلة كاتبة ومسدس ويبلي. على الرغم من أنها ليست مقاتلة، فقد منحت رتبة مساعد وكانت من بين المجموعة الأخيرة (بما في ذلك كونولي وباتريك بيرس) التي تركت (جي بّي أوه). بعد إصابة كونولي، رفضت أن تترك جانبه. كان هذا على الرغم من الأوامر المباشرة من بيرس وكونولي. كانت قد أخذت في وقت سابق أوامر كونولي الجريحة الأخيرة التي أملاها. غادرت كارني، إلى جانب إليزابيث أوفاريل وجوليا جرينان، (جي بّي أوه) مع بقية المتمردين عندما اشتعلت النيران في المبنى. جعلوا مقرهم الجديد في شارع مور القريب قبل استسلام بيرس.
بعد إلقاء القبض عليها، احتُجزت في كيلمينهام جول ثم نُقلت إلى سجن ماونت جوي. نقلت كارني، إلى جانب هيلينا مولوني، وماريا بيرولز، وبريجيد فولي وإلين أوريان وآخرين إلى سجن إنجليزي. أفرج عن 69 امرأة من السجن بعد أسبوع واحد من إعدام زعماء النهضة. بحلول أغسطس 1916، سُجنت كارني في سجن أيليسبري جنبًا إلى جنب مع نيل رايان وهيلينا مولوني. وطالب الثلاثة بإلغاء وضعهم المعتقلين والامتيازات التي جلبها لهم حتى يحتجزواكسجناء عاديين لدى الكونتيسة ماركيفيتش. رفض طلبهم، ولكن أطلق سراح كارني ومولوني قبل يومين من عيد الميلاد عام 1916. بعد المعاهدة الأنجلو-إيرلندية وتشكيل دولة أيرلندا الحرة، انحازت كارني إلى جانب القوات المناهضة للمعاهدة واعتقلت عدة مرات.
على الرغم من فترة سجنها، لم تعارض كارني زيارة أصدقائها السياسيين خلال فترات سجنهم. سجل أنها زارت أوستن ستاك في ديسمبر 1918. 